# Pavlínov
Pavlínov település Csehországban, a Žďár nad Sázavou-i járásban. Pavlínov Otín, Svatoslav, Kamenice, Chlumek és Horní Radslavice településekkel határos. Lakosainak száma 274 fő (2024. január 1.).

## Népesség
A település lakosságának változását az alábbi diagram mutatja:
| Lakosok száma | 350  | 398  | 379  | 264  | 298  | 245  | 247  | 259  | 251  | 274  |
|               | 1869 | 1890 | 1921 | 1950 | 1980 | 2001 | 2017 | 2019 | 2022 | 2024 |